# 蔡雪瑾
蔡雪瑾（1984年1月17日—），播音名雪瑾，出生于上海。中国内地广播、电视双栖主持人，供职于上海广播电视台东方广播中心融媒体部，系东方广播中心高级资深主持人，主任播音员职称。中国共产党党员。

## 生平
2002年高中毕业于华东师范大学第二附属中学，同年考入北京广播学院（中国传媒大学）播音与主持艺术专业，与唐子文、尼格买提、刘婧、刘梦瑶、冯殊、阿木古郎等人为同班同学。
2005年年底，蔡雪瑾开始在东广新闻台实习。初期正值东广新闻台改版，她在上海交通广播经过两个星期的“魔鬼式”直播训练后，开始在东广新闻台主持5分钟短新闻。后东广新闻台于2006年元旦正式改版为“格式化新闻电台”，她开始得以在此实习，直至2006年8月本科毕业后的正式加入，她也得以开始主持个人主持生涯。
在东广新闻台时期，她曾参与过“神舟六号”、汶川大地震、外白渡桥复位、重启新外滩、上海世博会、伦敦奥运会、上海中心结构封顶等重大新闻事件的报道，亦在上海新闻广播主持《世博现场》《世界博览》《阿拉听新闻》《柿子来了》，在上海交通广播主持《娱乐麦克风》。
2014年2月，蔡雪瑾离开东广新闻台转投上海新闻广播，开始主持民生政策节目《直通990》至今，实现了从新闻主播到民生节目主持人的转型。
2020年11月30日开始主持广播、电视融媒联播节目《民生一网通》。
此外，蔡雪瑾于2016年加入SMG内训师团队：2017年考入上海交通大学媒体与传播学院攻读新闻传播学专业硕士研究生。
蔡雪瑾已婚，丈夫袁彦辰为炫动传播导演，二人于2009年在上海举行婚礼。2011年产下一女，小名“圈圈”。

## 主持的广播、电视节目
| 频道                       | 节目 |
| -------------------------- | --- |
| 东广新闻台（现长三角之声） | 《东广时事特快》、《财经直通车》、《教卫新视线》、《娱乐新快线》、《新闻实验室——雪瑾的写生簿》等                          |
| 上海交通广播               | 《娱乐麦克风》 |
| 上海新闻广播               | 《世博现场》、《世界博览》、《阿拉听新闻》、《柿子来了》、《直通990》、《教子有方》、《民生一网通》（与新闻综合频道联播） |
| 上视新闻综合频道           | 《大家帮侬忙》、《闲话上海》                                                                                              |

## 主要获奖与提名
- 2012年SMG播音主持新秀
- 2013年第七届SMG十大青年才俊
- 2014年SMG优秀播音员主持人
- 2016年SMG“走转改”先进个人
- 2017年SMG名播音员主持人、SMG优秀共产党员
- 2020年第29届中国新闻奖二等奖《“共话城市治理”特别节目——从执法背后的人情味说起》（团队成员）
- 此外亦荣获SMG攀登奖、世博特殊贡献奖、上海市人大新闻奖、上海市政协新闻奖、上海五一新闻奖等奖项.